# Joost Hendrik Krudop
Joost Hendrik Krudop (Elburg, 29 maart 1839 – Amersfoort, 26 april 1912) was een Nederlandse burgemeester en kantonrechter. 
Joost Hendrik was zoon van wethouder Abraham Jacob Krudop en Hermanna Helena Laman. Hij trouwde in Aalten met Ernestina Rosina Sophia Freudenberg.
Krudop begon als secretaris van de gemeente Hoevelaken. In 1866 werd in die gemeente opvolger van de naar de gemeente Nijkerk vertrokken burgemeester A.J. Schimmelpenninck van der Oye. Op 19 augustus behoorde hij met notaris R.A.I. Colenbrander tot de oprichters van de afdeling Nijkerk van het Rode Kruis.
Na acht jaar burgemeester in Hoevelaken te zijn geweest volgde Krudop opnieuw Schimmelpenninck van der Oye op, nu als burgemeester van Nijkerk. Op 11 november 1873 werd hij aangesteld als plaatsvervangend kantonrechter in de stad Nijkerk. Krudop zou het burgemeestersambt in Nijkerk vervullen van 1875 tot 1893. 
In 1893 werd hij in Nijkerk opgevolgd door A.F.L.G.H. van den Steen van Ommeren.